# Иллитиды

Иллитид

Иллитиды (англ. illithids, вариант перевода — «проницатели») или свежеватели разума (mind flayers) — вымышленные существа сеттинга Забытые Королевства (англ. Forgotten Realms). Раса была создана для ролевой игры Dungeons & Dragons в качестве «монстров». Относятся к классу пожирателей разума (Mind Flayers), созданному Гэри Гайгэксом, который указал источником вдохновения Ктулху из творчества Говарда Лавкрафта, а также обложку книги «Роющие Недра» Брайана Ламли. Рисунок выполнил Тим Кирк, тогда еще в ее первом издании, были изображены только щупальца титулованных существ, роющих землю Хтонийцев. Первое упоминание в газете компании TSR Games «The Strategic Review» № 1 (весна 1975 г.).
Иллитиды — существа, похожие на моллюсков с телами людей, обладающие способностями к гипнозу и телепатии. Они обитают в тоннелях Подземья (англ. Underdark). Они имеют некоторое отношение к божеству Ктулху или Потомкам Ктулху.

## Биология
Внешне иллитиды выглядят как худощавые, гибкие гуманоиды с кожей пурпурного цвета и головами в виде кальмаров. Рот иллитида окружают четыре длинных щупальца. Проницатели обладают способностью видеть в инфракрасном спектре, но лишь на расстоянии 60 футов. Иллитиды питаются мозгами исключительно людей или эльфов, высасывая их при помощи своих щупалец.
Проницателями разума иллитидов прозвали за их природные способности к гипнозу. Одной из самых мощных способностей иллитида является псионический залп, при котором проницатель полностью подавляет волю жертвы. Представители этой расы могут также общаться телепатически.

## Размножение
Проницатели — гермафродиты, размножающиеся личинками. Эти личинки, выглядящие как головы-кальмары с четырьмя щупальцами, обитают в бассейне Верховного Мозга. Выжившим в борьбе с прочими головастикам предоставляется тело: как правило, человека или эльфа. Личинка, надевшись на голову жертвы, сращивается с её телом и поглощает мозг, вызывая постепенную мутацию в полноценного иллитида. Этот процесс, известный как цереброморфизм, в случае неудачи как правило убивает и паразита, и жертву.
Упоминались случаи неполного превращения в результате цереброморфизма: иллитиды, сохранившие разум человека или наоборот, люди, получившие разум иллитида при прежней внешности. Из-за этого иллитиды с подозрением относятся к своим сородичам, проявляющим хоть какое-либо сходство с человеческим поведением. Если такого мутанта удаётся выявить, его уничтожают немедленно.
Среди проницателей существует легенда о неком Противнике, внедрившемся в их ряды и организующем саботаж их планов. В одном из модулей Dungeons & Dragons упоминается, что этим Противником был человеческий маг по имени Стром Вэйкман, который позволил превратить себя в иллитида, предварительно приняв противоядие по собственному рецепту. В результате, став иллитидом, он сохранил прежний разум и стал шпионом среди них, расстраивая их планы.

## Общество
Иллитиды обитают в пещерных городах глубоко в Подземье под Фэйруном. Их общество управляется Центральным Мозгом — огромным мозгом-маткой иллитидов, находящимся в центре каждого их города. Если иллитид умирает, его мозг отдают Центральному Мозгу, чтобы тот поглотил его и сохранил внутри себя всю память покойного. В случае гибели Главного Мозга его проницатели теряют значительную часть своих способностей. Иллитиды поклоняются Мозгам почти как богам.
В городах иллитидов много рабов из подземных рас или тех представителей наземных, кого им удалось поймать в тоннелях Подземья и подавить их волю. Рабы находятся под постоянным гипнозом проницателей. Они строят тоннели и залы, выращивают рофов (подземный скот), ухаживают за Центральным Мозгом и дерутся на гладиаторских боях, увеселяя своих хозяев. При этом рабы получают удовольствие от исполнения желаний иллитидов и чувствуют печаль и даже боль при неудачах.
Иллитиды враждебны почти всем расам Поверхности, вызывая у них страх и природное отвращение. Однако они иногда заключают союзы с дроу, могущественным народом тёмных эльфов, и даже служат в их городах, используя свои псионические способности. Иллитид Яраскрик входил в шайку знаменитого наёмника Джарлаксла.
Проницатели — раса, зародившаяся далеко за пределами Абер-Торила, на Внешних Планах, и попавшая в Королевства через спеллджамминг. Благодаря этому их нередко можно встретить на других планах бытия. В древности иллитиды правили целыми мирами, населёнными рабами с подавленным разумом, но восстание рас гитьянки и гитзерай низвергло власть проницателей, вынудив их остатки бежать во вселенную Забытых Королевств. Сами иллитиды верят, будто изначально они прибыли из далёкого будущего, где они являются венцом эволюции.

## Разновидности
Иллитиды могут существовать в виде разнообразных мутантов, вступая в симбиоз с различными существами или создавая их искусственно.
Улитарид — высшая разновидность иллитида. Улитариды, составляющие всего одну сотую от иллитидов, обладают шестью щупальцами и намного более мощными псионическими способностями. Они появляются из таких же личинок, как и простые проницатели, совершенно случайным образом.
Неотелид — переразвитая личинка, не получившая своего тела, например в случае гибели города и бегства его жителей. Такое существо может развиться до крупных размеров и самостоятельно передвигаться по тоннелям. Возможно, такой была изначальная форма иллитидов до начала паразитирования на других расах.
Алхун — иллитид-лич, обладающий могущественной магией. Они бывают враждебны к другим иллитидам, не желая сливаться в единый разум с их обществом и Центральным Мозгом. Всегда является изгнанником, поскольку изучает тайную магию, а не псионику, и из-за этого Мозг не может поглотить его способности после смерти.
Иллитид-вампир. Происхождение этих уникальных восставших из мёртвых иллитидов неясно (скорее всего, аналогично таковому для восставших из мёртвых других рас). Всё, что известно об этих существах — это то, что они не способны дать потомство, нуждаются в свежих мозгах и свежей крови для поддержания своей жизни, более злобны, чем обычный иллитид, и не особенно разумны.
Мозговой голем — переразвитый мозг Иллитида, потерявший оболочку вследствие механического или магического воздействия. Создаётся в некоторых общинах Иллитидов из-за нехватки рабов. В многих источниках упоминается как Аникус Коянкотиус. Внешне уродливый, похожий на механические существа, переразвитый мозг с механическими щупальцами вместо конечностей, передвигающийся, как улитка, и истекающий зловонной слизью. Мозговые големы не имеют телепатических способностей и предназначены лишь для выполнения несложной примитивной работы.

## Лицензия
Право использования принадлежит Wizards of the Coast, полученное после поглощения ими TSR Games.
System Reference Document (SRD) — название материалов, публикуемых Wizards of the Coast под Open Game License (OGL). Публикуются материалы по 3-й и 4-й редакции D&D. В разговорах ролевиков обычно обозначает набор бесплатно доступных материалов по системе D&D 3-й редакции.
В данные бесплатные материалы не вошли существа: beholder, gauth, carrion crawler, displacer beast, githyanki, githzerai, kuo-toa, mind flayer, slaad, umber hulk, yuan-ti.